# قابس ذكي

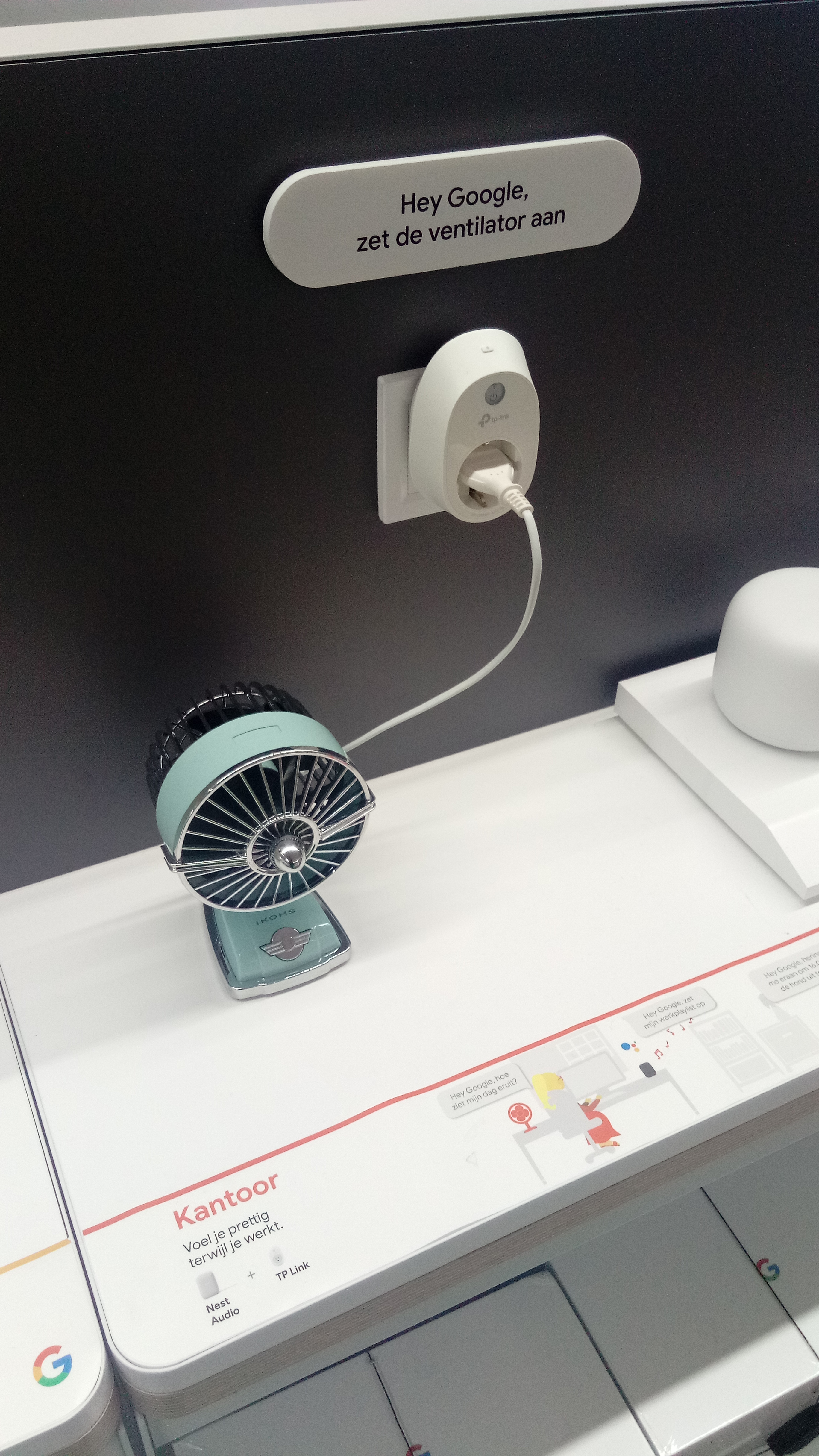
شاشة في روتردام توضح كيفية استخدام مساعد جوجل مع قابس ذكي لتشغيل مروحة كهربائية.

القابس الذكي (بالإنجليزية: Smart plug) (يُعرف أيضًا باسم قابس الحائط أو المنفذ أو الموصل الكهربائي) هو عبارة عن مقبس يمكن تركيبه بين أسلاك الطاقة والمقابس ليعمل كمفتاح طاقة يمكن التحكم فيه عن بُعد. تستخدام المقابس الذكية لجعل المعدات الكهربائية أكثر ذكاء، وبالتالي تمكين هذه الأجهزة من أتمتة المنزل أو لأغراض أتمتة المباني.
يمكن التحكم في المقابس الذكية عبر تطبيقات الهاتف المحمول أو مركز المنزل الذكي أو المساعد الافتراضي. تتضمن أمثلة البروتوكولات المستخدمة للاتصال بالمقابس الذكية واي فاي، و بلوتوث، و زيجبي، و موجة زي، تحتوي العديد من المقابس الذكية على مقياس تيار مدمج بحيث يمكن مراقبة استهلاك الطاقة الكهربائية للمعدات المتصلة. غالبًا ما تحتوي المقابس الذكية على ملف تعريف رفيع حتى لا تعيق الوصول إلى المقابس المجاورة في مقبس الحائط أو الموزع الكهربائي.
توفر المقابس الذكية العديد من المزايا العملية التي تعزز كفاءة استهلاك الطاقة وتزيد من الراحة. فهي تتيح للمستخدمين التحكم في الأجهزة عن بُعد عبر الهواتف الذكية أو المساعد الذكي، وهو ما يكون مفيدًا بشكل خاص لإيقاف الأجهزة ذات الاستهلاك العالي للطاقة مثل سخانات المياه، ومكيفات الهواء، أو الأضواء عند التواجد خارج المنزل. كما تدعم العديد من المقابس الذكية خاصية الجدولة وتشغيل الروتينات الآلية، على سبيل المثال، تشغيل السخان قبل 30 دقيقة من وصول الشخص إلى المنزل أو إيقافه تلقائيًا بعد مدة زمنية محددة لتوفير الطاقة. وإضافة إلى توفير الطاقة، تساهم بعض المقابس الذكية في تعزيز السلامة من خلال تقليل خطر نشوب حرائق كهربائية بسبب الأجهزة التي تُترك قيد التشغيل دون مراقبة.